# فيرا فادييفا
فيرا نيكوليفنا فادييفا (1906-1983)، هي عالمة رياضيات سوفييتية. نشرت فادييفا بعض أعمالها الأولى في مجال الجبر الخطي العددي، نال عملها «الأساليب الحسابية للجبر الخطي (1950)» استحساناً واسع النطاق وفازت بجائزة الاتحاد السوفييتي على أثره. كتبت العديد من الأوراق البحثية بين عامي 1962و1975 مع زوجها ديمتري كونستانتينوفيتش فادييف.

## السيرة الشخصية
وُلدت فيرا نيكوليفنا زاماتينا في 20 سبتمبر عام 1906 في تامبوف في روسيا لوالدها نيكولاي زاماتبين. بدأت دراستها العليا عام 1927 في معهد لينيغراد التربوي الحكومي (جامعة هيرزين) ثم انتقلت عام 1928 إلى جامعة سانت بطرسبرغ الحكومية. تخرجت عام 1930 وتزوجت زميلها عالم الرياضيات ديمتري كونستانتينوفيتش فادييف، وبدأت العمل في لجنة لينيغراد للأوزان والمقاييس، قامت بكل ذلك في نفس العام.
عملت في معهد لينيغراد للهندسة الهيدروليكية بين عامي 1930 و1934 وبالتزامن مع ذلك عملت كباحثة مبتدئة في معهد الزلازل التابع لأكاديمية الروسية للعلوم بين عامي 1933 و1934. أجرت أبحاثاً لمدة ثلاث سنوات ابتداءً من عام 1935 تحت إشراف بوريس جريجوريفيتش جاليركين في معهد لينيغراد لأعمال البناء ثم عادت إلى المعهد التربوي لإكمال مشروع تخرجها في عام 1938 حيث درست لمدة ثلاث سنوات.
عُينت فادييفا في عام 1942 كباحثة مبتدئة في معهد ستيكلوف للرياضيات في لينينغراد، ولكنها اضطرت للهروب من المدينة أثناء الغزو الألماني، حيث عاشت في قازان مع عائلتها حتى انتهى الحصار في عام 1944 وحصلوا على تصاريح للعودة كأكاديميين. أكملت أطروحتها بعنوان «مشكلة واحدة» بحلول عام 1946 وقدمتها إلى قسم الفيزياء الرياضية في جامعة لينيغراد الحكومية وقُبلت الأطروحة وحصلت فادييفا على درجة الدكتوراه في عام 1946.
نشرت في عام 1949 ورقتين بحثيتين: طريقة التخطيط البياني المستخدمة لحل المشاكل الحدودية والوظائف الجوهرية للمشغّل X{IV}، كما نشرت كتاباً لها في العام التالي مع زميلها مارك كونستانتينوفيتش جافورين الذي تضمن سلسلة من جداول دالة بيسل وعملها الأكثر الشهرة «الطرق الحسابية للجبر الخطي»، وكانت من الرائدين الأوائل في هذا المجال.
وصف الكتاب الجبر الخطي وقدم أساليب لحل المعادلات الخطية ومقلوب المصفوفات، وشرح أيضاً حساب الجذور التربيعية والمتجه الخاص للمصفوفة.. واصلت فادييفا العمل في معهد ستيكلوف حتى تقاعدها، وأصبحت في عام 1951 رئيسة مختبر الحسابات العددية.
اعتمدت هذه المجموعة المتكاملة على وحدة نموذجية أنشأها جافورين في جامعة سانت بطرسبرغ الحكومية مع ليونيد فيتالييفيتش فيي عام 1948.   تُرجم كتاب «الطرق الحسابية» إلى اللغة الإنكليزية في عام 1959 وأثر على نطاق واسع. [4]وُسّع الكتاب في عام 1960 وأُعيدت طباعته باللغة الروسية؛ وحصلت فادييفا على جائزة الاتحاد السوفييتي، وتُرجم أيضاً إلى اللغة الإنكليزية ونُشر في عام 1963. عملت بين عامي 1862 و1974 مع زوجها في جمع ملخص للتطورات التي حدثت في الجبر الخطي، والتي نُشرت في عام 1975. أُعدت الورقة البحثية الأخيرة لفادييفا في عام 1980 لمؤتمر وارسو بعنوان «الطرق العددية للجبر الخطي في الصياغة الحاسوبية» ونُشرت بعد وفاتها عام 1984.

## الإرث والممات
توفيت فادييفا في 15 نيسان 1983 في لينينغراد، روسيا. كانت عالمة رياضيات روسية مهمة في القرن العشرين، وتخصصت في الجبر الخطي.

## الحياة الشخصية
تزوجت فيرا نيكوليفنا زاماتينا من ديمتري كونستانتينوفيتش فادييف في عام 1930. ورزقا بثلاثة أطفال هم: ماريا (مواليد 6 أكتوبر 1931) وهي كيميائية، ولودفيج (10 مارس 1934-26 يناير 2017) [5] وهو عالم في الرياضيات والفيزياء النظرية، ومايكل (28 يونيو 1937- 30 سبتمبر 1992) وهو عالم رياضيات.

## الأعمال المختارة
- فادييفا وفيرا نيكوليفنا وبنستر وكيرتس د. (1959). الطرق الحسابية للجبر الخطي. مينيولا، نيويورك: منشورات دوفر. (نُشر باللغة الروسية في عام 1950).
- فادييفا، ف.ن (1968). الطرق العددية وعدم المساواة في الفراغات الوظيفية. بروفيدانس، رودآيلاند: مجتمع الرياضيات الأمريكي. (نُشر باللغة الروسية في عام (1965).
- فادييفا، ف.ن (1970). البرمجة التلقائية، الطرق العددية والتحليل الوظيفي. بروفيدانس، رودآيلاند: جمعية الرياضيات الأمريكية.
- فادييفا، ف.ن (1975). الطرق الحسابية للجبر الخطي.